# Najidabad
Najibabad (hindi: नजीबाबाद; urdú: نجيب آباد) és una ciutat i municipi del districte de Bijnor, a l'estat d'Uttar Pradesh, a l'Índia. Forma un tahsil i un bloc de desenvolupament del districte. És nus ferroviari. Té una important estació de ràdio estatal. Està situada a 29° 38′ N, 78° 20′ E / 29.63°N,78.33°E. la seva població al cens del 2001 era de 79.087 habitants.
Fou fundada el 1755 pel general afganès Najib Khan (Najib al-Dawla) que des del 1757 fou wazir de l'emperador mogol. Inicialment va construir la fortalesa que es va dir Patthargarhm a 1,5 km a l'est a la vora de la qual va sorgir la ciutat. El 1772 fou saquejada pels marathes i el 1774 Najibadad va passar als nawabs d'Oudh.
Un descendent de la família local, besnet de Najib Khan, de nom Mahmud, va participar en la revolta contra els britànics el 1857. El palau fou destruït aleshores. El 1901 la població de la ciutat, 19.568 habitants, era musulmana en un 40%. El 1961 la població era de 34.310 habitants però posteriorment ha entrat en decadència., Cinc lloc a la zona estan protegits pel Servei de Vigilància Arqueològica de l'Índia:
- Cementiri del nawab Najib al-Dawla
- Pathargarh Fort
- Part del l'antic palau
- Tomba de Najib al-Dawla
- Mordhaj o Munawar Jar